# Bohunice (district de Levice)
Pour les articles homonymes, voir Bohunice.
Bohunice (hongrois : Hontbagonya) est un village de Slovaquie situé dans la région de Nitra.

## Histoire
Première mention écrite du village en 1270.

## Démographie

### Évolution de la population
| Année:               | 1994. | 2004.    | 2014.    | 2024.    |
| -------------------- | ----- | -------- | -------- | -------- |
| Nombre de personnes: | 174   | 153      | 133      | 159      |
| Différence:          |       | -12,06 % | -13,07 % | +19,54 % |

| Année:               | 2023. | 2024.   |
| -------------------- | ----- | ------- |
| Nombre de personnes: | 156   | 159     |
| Différence:          |       | +1,92 % |